# هز الرأس بالطريقة الهندية
إن طريقة هز الرأس بالطريقة الهندية إيماءة تنتشر في ثقافات جنوب آسيا وخصوصا في الهند. تتضمن الحركات إمالة الرأس باتجاه الجانبين على شكل قوسي مع المستوى الإكليلي، وهو صورة من صور التواصل غير الكلامي، وقد يشير إلى الإيجاب والقبول أو أن الشيء جيد وحسب سياق الحديث.